# Angelina Simakova
Angelina Alekseevna Simakova (in russo Ангелина Алексеевна Симакова?; Obninsk, 26 agosto 2002) è una ginnasta russa.

## Biografia
Simakova è salita sul podio in tutte le finali d'attrezzo ai campionati nazionali russi juniores che si sono disputati a Penza nel 2015, conquistando complessivamente quattro ori (squadra, individuale, volteggio e corpo libero) e due argenti (parallele asimmetriche e trave). Ha fatto parte della nazionale russa juniores vincitrice della medaglia d'oro agli Europei di Berna 2016.
Nel 2018 ha iniziato a competere a livello senior. È stata selezionata per rappresentare la Russia agli Europei di Glasgow 2018, insieme a Lilija Achaimova, Irina Alekseeva, Angelina Mel'nikova, e Ul'jana Perebinosova, aggiudicandosi la medaglia d'oro nel concorso a squadre. Due mesi più tardi ha vinto un'altra medaglia con la squadra russa, ottenendo il secondo posto ai Mondiali di Doha 2018 dietro gli Stati Uniti d'America e davanti alla Cina.